# 화해의 조건
화해의 조건(Minding the Gap)은 미국에서 제작된 빙 리우 감독의 2018년 다큐멘터리 영화이다. 빙 리우 등이 제작에 참여하였다.
일리노이주 록퍼드에서 스케이트보드에 열정적인 3명의 젊은 남성들의 삶과 우정을 그린다.